# 플레밍의 왼손 법칙

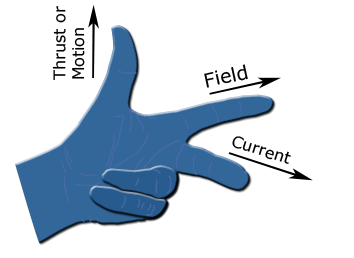

플레밍의 왼손 법칙(Fleming's left-hand rule for motors)은 한 쌍의 시각적 기억술 중 하나이며, 다른 하나는 발전기에 대한 플레밍의 오른손 법칙이 있다. 이 법칙들은 19세기 후반에 존 앰브로즈 플레밍에 의해 전기 모터의 운동 방향 또는 발전기의 전류 방향을 알아내는 간단한 방법으로 시작되었다.
전류가 도선을 통해 흐르고 외부 자기장이 흐름을 가로질러 적용될 때 도선은 해당 자기장과 전류 흐름 방향 모두에 수직인 힘을 받는다. 엄지, 집게, 중지에 서로 직교하는 3개의 축을 나타내기 위해 그림과 같이 왼손을 잡을 수 있다. 그런 다음 각 손가락에 수량(기계적 힘, 자기장 및 전류)이 지정된다. 오른손과 왼손은 각각 발전기와 모터에 사용된다.

## 같이 보기
- 플레밍의 오른손 법칙